# Semiothisa comstocki
Semiothisa comstocki là một loài bướm đêm trong họ Geometridae.